# کوپین لیو
کوپین لیو (انگلیسی: Kopin Liu؛ زادهٔ ۲۵ ژانویهٔ ۱۹۴۹) شیمی‌دانان اهل تایوان و از دانش‌آموختگان دانشگاه ایالتی اوهایو و استادان دانشگاه ملی تایوان است.